# Ulrich Sturzenegger
Ulrich Sturzenegger (* 25. September 1714 in Trogen; † 26. November 1781 ebenda; heimatberechtigt ebenda) war ein Schweizer Unternehmer, Kalendermacher und Kommunalpolitiker aus dem Kanton Appenzell Ausserrhoden.

## Leben
Ulrich Sturzenegger war der Sohn des Ratsherrn und Landwirts Michael Sturzenegger und der Elsbeth Altherr. Ulrich Sturzenegger ehelichte 1746 seine erste Frau Barbara Waldburger, Tochter des Gemeindehauptmanns von Teufen, Jakob Waldburger. Sieben Jahre später, 1753, heiratete er Margreth Zellweger, Tochter von Jakob Zellweger. 1756 ehelichte er seine dritte Frau, Elsbeth Bruderer, Tochter des Gemeindehauptmanns von Trogen, Ulrich Bruderer.
Um Kalenderberechnungen vornehmen zu können, eignete sich der Landwirt Sturzenegger autodidaktisch Kenntnisse in Mathematik und Astronomie an. Ab 1745 war er Herausgeber des populären Appenzeller Kalenders, der vorerst in St. Gallen gedruckt wurde. 1766 gründete er eine Druckerei in Trogen. Es war die erste, die in Ausserrhoden Bestand hatte. Die Landesregierung reagierte mit der Schaffung einer Zensurbehörde. Daneben betrieb Sturzenegger ein Web- und Stickereifabrikationsgeschäft und bewirtschaftete ein Bauerngut. Von 1757 bis 1781 wirkte er als Ratsherr von Trogen.
Nach seinem Tod übernahmen seine Söhne den Betrieb.